# Municipio de Findley (Misuri)
Findley Township es una subdivisión territorial inactiva del condado de Douglas, Misuri, Estados Unidos. Según el censo de 2020, tiene una población de 515 habitantes.
Tiene un código censal Z1, que indica que no está en funcionamiento (non-functioning county subdivision).

## Geografía
La subdivisión está ubicada en las coordenadas 37°1′23″N 92°40′40″O / 37.02306, -92.67778. Según la Oficina del Censo de los Estados Unidos, tiene una superficie total de 92.85 km², de la cual 92.80 km² corresponden a tierra firme y 0.05 km² son agua.

## Demografía
Según el censo de 2020, hay 515 personas residiendo en la zona. La densidad de población es de 5.55 hab./km². El 92.6 % de los habitantes son blancos, el 0.6 % son amerindios, el 0.2 % es de otra raza y el 6.6 % son de una mezcla de razas. Del total de la población, el 1.0 % son hispanos o latinos de cualquier raza.